# ジョン・キャドバリー
ジョン・キャドバリー（John Cadbury、1801年8月12日 - 1889年5月11日）は、イングランド中部バーミンガムで小さなチョコレート製造業を興した実業家。ジョン・キャドバリーが創業した事業は、後に息子たちの代以降に、世界最大級のチョコレート製造業者キャドバリー社の一部となった。ジョン・キャドバリーは、固形のチョコレートを製造するために必要な乳化加工の技法を開発し、今日のチョコレート・バーを生み出した。

## 生涯
ジョン・キャドバリーは、バーミンガムで生まれた。父リチャード・タッパー・キャドバリー(Richard Tapper Cadbury)は、イングランド西部からバーミンガムへ移り住んだ、裕福なクエーカーの一族の出身であった。19世紀はじめのクエーカーは、大学への入学が許されていなかったので、若きジョン・キャドバリーは、医学や法律といった専門職を目指すことはできなかった。クエーカーは平和主義が心情であり、軍人としての立身も問題外だった。このため、当時の多くのクエーカーの若者たちと同じように、ジョン・キャドバリーもその精力を事業へと向け、1818年にリーズの紅茶商の下での徒弟修行に入った。
1824年にバーミンガムに戻ったキャドバリーは、ブル・ストリート(Bull Street)93番地に、ひとりで営む小さな食料品店を開業した。そこでは紅茶やコーヒーをおもに扱っていたが、当初は小さく扱っていたココアやチョコレートが良く売れた。1831年、キャドバリーは商売替えをして、以前は醸造所だったクルックト・レーン(Crooked Lane)の小さな工場を借りて、チョコレート・ドリンクと、固形ココアの製造をはじめた。
キャドバリーは、禁酒運動を信奉しており、自分の事業の選択にもそれが影響していた。キャドバリーは、アルコールが貧困などの社会的病理の主な原因であると感じており、ココアやチョコレートはそれに代わる嗜好品になると考えていた。社会改革者のひとりとして、キャドバリーは煙突掃除(chimney sweep)における児童労働の禁止を訴える運動を主導し、動物への虐待反対を訴えて、後の英国動物虐待防止協会の前身となった Animals Friend Society を組織した。
キャドバリーの製造業の事業が成功すると、弟ベンジャミン(Benjamin)が1847年に事業に加わり、兄弟はブリッジ・ストリート(Bridge Street)にこれまでより大きい工場を借りた。2年後の1849年、キャドバリー兄弟は小売り事業から手を引き、その経営をジョンの息子のひとりリチャード・キャドバリー・バロー(Richard Cadbury Barrow)に委ねた。（バローの事業は、その後も長く続き、1960年代までバーミンガム有数の小売店として存続した。）
ジョン・キャドバリーは2回結婚した。最初の妻プリシラ・アン・ディモンド（Priscilla Ann Dymond、1799年 - 1828年）とは1826年　に結婚したが、2年後に死別した。1832年に、2人目の妻キャンディア・バロー（Candia Barrow、1805年 - 1855年）と結婚し、夫妻は7人の子どもをもうけた。すなわち、ジョン（ジョン・キャドバリー2世：John、1834年 - 1866年）、リチャード（Richard、1835年 - 1899年）、マリア（Maria、後の Maria Cadbury Fairfax、1838年 - 1908年）、ジョージ（George、1839年 - 1922年）、ジョセフ（Joseph、1841年 - 1841年）、エドワード（Edward、1843年 - 1866年）、ヘンリー（Henry、1845年 - 1875年）である。
1850年代には、それまでココアなどにかけられていた高い税金が引き下げられた事もあって、ココア、チョコレート類の普及が進んでベンジャミンとジョンのキャドバリー兄弟の事業は拡大し、1853年にはヴィクトリア女王の御用達にまでなったが、1860年にパートナーシップを解消した。ジョン・キャドバリーは、妻キャンディアを亡くした（1855年）のを機に、1861年に引退し、事業は息子たちのうちリチャードとジョージに引き継がれた。1879年、リチャードとジョージのキャドバリー兄弟は、当時ウスターシャー州北部の2つのパリッシュ、ノースフィールド(Northfield)とキングズ・ノートン(King's Norton)の境界にあたる場所に工場を移転して、ジョージアン様式で建設されたボーンブルック・ホール(Bournbrook Hall)を中心にボーンビル(Bournville)というガーデン・ビレッジ（庭園村落）を開発したが、この場所は今日ではバーミンガム有数の郊外住宅地となっている。キャドバリー家が発展させたこの工場は、今日でもキャドバリー社の主力工場となっている。工場周辺の一帯は、百年以上にわたって禁酒地区となっており、パブ、バー、商店などはアルコールを販売していない。住民たちはこの規制の維持に尽力しており、2007年3月には、イギリス最大のスーパーマーケット・チェーンであるTESCOを相手に起こした裁判によって、この地域の店舗におけるアルコール類の販売を阻止する事に成功している。
引退後のジョン・キャドバリーは、バーミンガムで公職や社会事業に関わり続けた。